# حرب اقتصادية
يرد تعريف الحرب الاقتصادية (بالإنجليزية: Economic warfare)‏ في قاموس أكسفورد الإنجليزي على أنها تتضمن «إستراتيجية اقتصادية تقوم على استخدام إجراءات (مثل فرض الحصار البحري) تكون الغاية الأساسية منها إضعاف اقتصاد دولة أخرى».
في العمليات العسكرية، قد تعكس الحرب الاقتصادية سياسةً اقتصادية متَّبعة كجزء من عمليات سرية أو علنية، أو عمليات سايبرية، أو عمليات معلوماتية خلال زمن الحرب أو قبله. وتهدف الحرب الاقتصادية إلى قطع إمداد موارد اقتصادية مهمةأو التحكم بها كي يتسنى للجيش وأجهزة المخابرات العمل بكامل الكفاءة أو حرمان قوات العدو من هذه الموارد لإعاقتها عن العمل بالشكل المطلوب.
يلائم مفهوم الحرب الاقتصادية أكثر ما يلائم النزاعات بين الدول القومية، ولا سيما في أوقات الحرب الشاملة – التي لا تتضمن القوات المسلحة للدولة المعادية وحسب، بل تستهدف استنفاراً كاملاً لاقتصاد تلك الدولة في سبيل المجهود الحربي. في مثل هذا الوضع، يؤدي إلحاق ضرر باقتصاد العدو مباشرة إلى الإضرار بقدرته على خوض الحرب.
قد تتضمن السياسات والإجراءات في الحرب الاقتصادية الحصار البحري، والوضع على القائمة السوداء، والشراء المانع، والمكافآت وقطع موارد العدو أو خطوط إمداده أو التحكم بها، والتمييز في التعرفة، والعقوبات الاقتصادية، وتعليق المساعدات، وتجميد رؤوس الأموال، وحظر الاستثمار وغيره من طرق تدفق رؤوس الأموال، والتجريد من الملكية. وكثيراً ما تُطبق سياسات الأرض المحروقة لمنع عدو متطور من كسب الموارد.

## تاريخها

### مهاجمة البنى التحتية
كان أمام جيش الاتحاد في الحرب الأهلية الأمريكية تحدٍّ يكمن في احتلال الولايات الكونفدرالية الأمريكية الإحدى عشرة والسيطرة عليها، وتلك كانت مساحة شاسعة - أكبر من أوروبا الغربية. وقد أظهر اقتصاد الولايات الكونفدرالية الأمريكية ضعفاً غير متوقع. وُوجه جيش الاتحاد بحرب عصابات مدعومة من قبل جزء كبير من سكان الولايات الكونفدرالية، إذ كانوا يمدونها بالطعام والخيول والمخابئ للوحدات الكونفدرالية الرسمية وغير الرسمية. قبل الحرب، كانت معظم الحركة المرورية للركاب والشحن تتم عبر الماء، من خلال المنظومة النهرية أو الموانئ الساحلية. وازدادت صعوبة التنقل كثيراً خلال الحرب، إذ فرضت البحرية الاتحادية سيطرتها على قسم كبير من الساحل البحري والأنهار الرئيسية مثل نهر المسيسيبي ونهر تينيسي، مستخدمة أسطول نهر المسيسيبي الذي يتكون من زوارق مدفعية صغيرة وقوية. وكانت المواصلات البرية تحت النزاع، إذ حاول مؤيدو الكونفدرالية قطع الطريق على شحنات الذخائر والدعم والإمدادات المتجهة عبر فيرجينيا الغربية وكنتاكي وتينيسي إلى جيش الاتحاد في الجنوب. حُرقت الجسور ودُمرت السكك الحديدية وقُطعت خطوط التلغراف. واتبع الطرفان كلاهما هذه الإجراءات، مساهمين بفاعلية في تدمير البنية التحتية للكونفدرالية.
كانت الكونفدرالية عام 1861 تضم 297 بلدة ومدينة بعدد سكان إجمالي بلغ 835,000 نسمة؛ من بينها 162 بلدة ومدينة عدد سكانها الإجمالي 681,000 نسمة احتُلت في مرحلة ما من قبل جيش الاتحاد. وفي كل حالة تقريباً، دُمرت البنى التحتية، وعُطل النشاط التجاري والاقتصادي لفترة. عانت إحدى عشرة مدينة من دمار كبير بسبب الأعمال الحربية، ومن ضمنها أطلنطا وتشارلستون وكولومبيا وريتشموند. وكان معدل الأضرار في البلدات الأصغر أقل بكثير، إذ لحق الدمار الشديد بـ45 بلدة من أصل 830.
وقد لحق التلف بالمزارع، واستُنزف قسم كبير من رؤوس الخيول والبغال والماشية؛ إذ نفق 40% من المواشي الموجودة في الجنوب. لم تكن مزارع الجنوب مُمَكننة بدرجة كبيرة، لكن قيمة المعدات والآليات الزراعية في إحصاء عام 1860 الرسمي بلغت 81 مليون دولار أمريكي، وانخفضت بنسبة 40% بحلول عام 1870. وتحولت البنية التحتية للمواصلات إلى أنقاض، فانخفضت خدمات السكك الحديدية والقوارب النهرية المتوفرة لنقل المحاصيل والحيوانات إلى السوق. كان معظم امتداد السكك الحديدية متوضعاً في مناطق ريفية، وأكثر من ثلثي ما يوجد في الجنوب من سكك وجسور وساحات سكك وورش تصليح وقاطرات وعربات كان في مناطق ضمن متناول الجيوش الاتحادية، التي تدمر كل ما تستطيع تدميره بشكل ممنهج. حتى في المناطق التي لم يمسها ضرر، كان ثمة عوامل تؤكد أن المنظومة ستتحول إلى أطلال مع نهاية الحرب، ومن هذه العوامل  انعدام الصيانة والتصليح، وغياب التجهيزات الجديدة، والاستخدام الجائر، وترحيل الكونفدراليين للمعدات من مناطق نائية إلى مناطق احتدام الحرب.
ولقد كان لتكاليف المجهود الحربي الضخمة التي تكبدتها الكونفدرالية أثر كبير على البنية التحتية الاقتصادية للجنوب، وربما بلغت خسائر الكونفدرالية المباشرة في رأس المال البشري والنفقات الحكومية والدمار الفعلي ما تجاوز 3,3 مليار دولار أمريكي. بحلول عام 1865، بات الدولار الكونفدرالي عديم القيمة بسبب التضخم المالي الكبير، واضطر الناس في الجنوب أن يلجؤوا إلى مقايضة الخدمات بالسلع، أو استخدام الدولار الاتحادي النادر. ومع تحرير العبيد الجنوبيين، تعين إعادة بناء اقتصاد الجنوب بالكامل. ولم يعد لدى أصحاب المزارع البيض -كونهم خسروا استثمارهم الضخم في العبيد- سوى القليل من رأس المال يدفعون منه للعمال المعتَقين مقابل العمل في المحاصيل. ونتيجة لذلك، طُور نظام مزارعة يقسم فيه ملاك الأراضي المزارع الكبيرة ويؤجرون حصصاً صغيرة للرجال المعتقلين وعائلاتهم. تحول المعلم الأساسي للاقتصاد الجنوبي من حكم نخبة أقلية أرستقراطية من ملاك الأراضي وتجار الرقيق إلى نظام زراعي قائم على عمل المزارعين المستأجِرين. وقد أدى تعطيل حركة المال والتجارة والخدمات، إضافة إلى عُقد المواصلات، إلى تعطيل حاد في نظام ما قبل الحرب الزراعي، ما أجبر الجنوبيين على التحول إلى المقايضة والبدائل الصناعية وحتى عجلات الغزل، وعانت المنطقة بأكملها من الفقر لعدة أجيال.

### الحرب العالمية الأولى
استخدم البريطانيون البحرية الملكية ذات المنزلة الرفيعة لضرب حصار بحري محكم على ألمانيا ومراقبة الشحنات الواردة إلى المناطق المحايدة عن كثب حتى لا تُحوَّل إلى ألمانيا. لم تكن ألمانيا تجد ما يكفي من الطعام – كان كل مزارعيها الشبان في الجيش – وبحلول شتاء 1916-1917 لجأ الألمان اليائسون إلى تناول اللفت. كانت سفن الولايات المتحدة الأمريكية تُعترض أحياناً؛ واحتجت واشنطن، فدفع البريطانيين تعويضات نقدية كيلا تتنامى الاحتجاجات الأمريكية إلى مشكلة حقيقية.

### الحرب العالمية الثانية
حدثت أمثلة واضحة على الحرب الاقتصادية خلال الحرب العالمية الثانية عندما اتبعت قوات الحلفاء هذه السياسات بهدف حرمان اقتصادات دول المحور من موارد حيوية شديدة الأهمية. حاصرت البحرية الملكية البريطانية ألمانيا من جديد، لكن تنفيذ ذلك كان أصعب بكثير منه عام 1914. وقطعت البحرية الأمريكية، ولا سيما باستخدام الغواصات، الطريق على شحنات النفط والغذاء المتجهة إلى اليابان.
وبدورها، حاولت ألمانيا تدمير مجهود الحلفاء الحربي عن طريق حرب الغواصات – بإغراق سفن النقل التي تحمل الإمدادات والمواد الخام والحاجيات الأساسية المتعلقة بالحرب مثل الطعام والنفط.
أبقت الدول المحايدة على علاقاتها التجارية مع كلا الطرفين. وبذل الحلفاء جهداً خاصاً لقطع مبيع المواد المهمة لألمانيا، مثل معدن التنجستن الخام (الذي يستخدم في صنع الدروع الفولاذية) والزئبق من إسبانيا والبرتغال. وأرادت ألمانيا دخول إسبانيا في الحرب لكنها رفضت شروطها، التي تضمنت السيطرة على مستعمرات فرنسا في إفريقيا. كان من الضروري التفريق بين ألمانيا وإسبانيا، لذا استخدمت بريطانيا منهج العصا والجزرة. إذ كانت بريطانيا تمد إسبانيا بالنفط وتراقب صادراتها عن كثب، وتمكنت من تقديم ثمن أعلى مما قدمته ألمانيا مقابل التنجستن - وقد ارتفع السعر حتى بات التنجستن أكبر صادرات إسبانيا بحلول عام 1943. غير أن تعامل بريطانيا الحذر مع إسبانيا أدى إلى نشوب نزاع مع السياسة الأمريكية الأكثر عدوانية، إذ قطعت واشنطن إمدادات النفط عام 1944، لكنها وافقت بعد ذلك على مطالب لندن باستئناف شحنات النفط. وكانت البرتغال تخشى من غزو ألماني، لكنها انضمت عملياً إلى الحلفاء حين انخفض احتمال الغزو في عام 1944.